# Marcin Biały (duchowny)
Marcin Biały (ur. 17 sierpnia 1830 w Korniaktowie, zm. 23 lipca 1923 w Brzozowie) – polski duchowny rzymskokatolicki.

## Życiorys
Urodził się w 1830 jako najstarszy syn Marcina (1799-1881, kolonista litewski, sprawujący stanowisko sekretarza gminnego w Korniaktowie) i Marii z domu Decowskiej. Miał rodzeństwo w liczbie 21 sióstr i braci. Wśród nich byli Stanisław Biały (1868-1932, prawnik, polityk), Stanisław (1891-1918, inżynier).
W 1849 ukończył gimnazjum w Rzeszowie. W 1851 zdał egzamin dojrzałości w C. K. Gimnazjum w Przemyślu. Wstąpił do seminarium duchownego w Przemyślu. 2 czerwca 1855 otrzymał sakrament święceń. Posługiwał jako wikariusz w Rzeszowie do 1857, w Tyczynie do 1870. Od 11 lutego 1870 do 3 października 1882 był proboszczem w Trzebosi. Od stycznia 1880 był dziekanem leżajskim, później dziekanem brzozowskim, od lutego 1880 kanonikiem honorowym diecezji przemyskiej. 2 października 1882 został proboszczem parafii Przemienienia Pańskiego w Brzozowie, funkcjonującej przy tamtejszym kościele pod tym wezwaniem. Urząd pełnił do końca życia. 2 lipca 1904 został kanonikiem honorowym kapituły katedralnej. Pełnił inne funkcje kościelno-administracyjne. W 1888 był współzałożycielem i został wybrany prezesem Powiatowego Towarzystwa Zaliczkowego w Brzozowie, pełniąc tę funkcję do 1913 (w międzyczasie był członkiem dyrekcji). Podczas jego urzędowania brzozowska kolegiata została odnowiona w latach 1902-1905. 
Był zastępcą przewodniczącego Rady Szkolnej Powiatowej w Brzozowie. Działał na rzecz patriotyzmu i ruchu narodowego wspólnie z bratem Stanisławem, działaczem politycznym.
W 1898 został odznaczony Krzyżem Kawalerskim Orderu Franciszka Józefa.

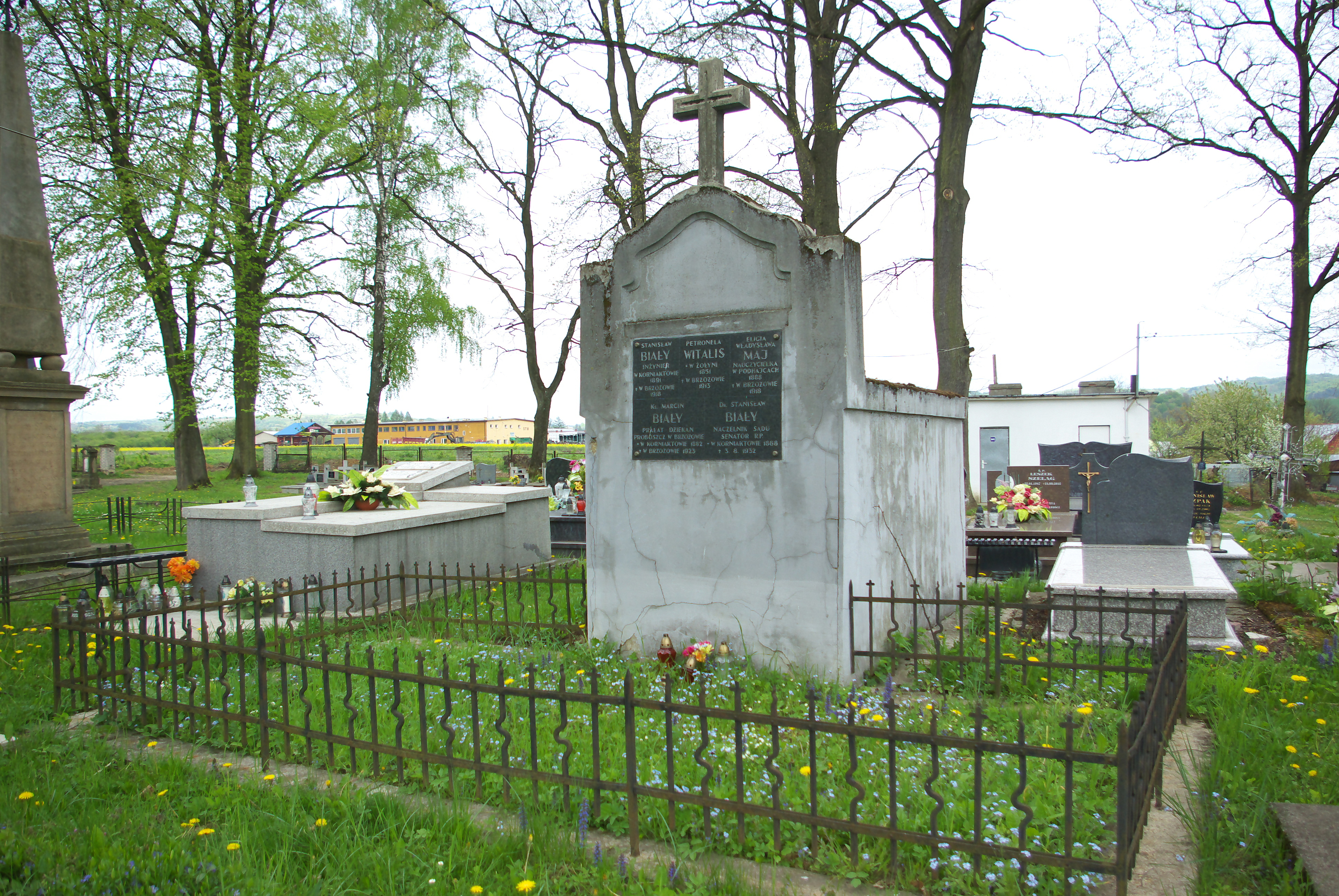
Grobowiec rodziny Biały w Brzozowie

Zmarł 23 lipca 1923 w Przemyślu w wieku 93 lat i w 68 roku kapłaństwa. Został pochowany w grobowcu rodzinnym na Cmentarzu Komunalnym w Brzozowie.